# Yula novaeguineae
Yula novaeguineae là một loài bướm đêm trong họ Noctuidae.